# Yutaka Azuma
Yutaka Azuma (født 21. september 1967) er en tidligere japansk fodboldspiller og træner.
Han har spillet for flere forskellige klubber i sin karriere, herunder Toyota Motors.
Han har tidligere trænet Tokushima Vortis.